# Central Hidroelétrica do Gove
A Central Hidrelétrica de Gove é uma central hidrelétrica construída no rio Cunene, entre as províncias de Huambo e Huíla.
A instalação gera energia utilizando três turbinas e 20 megawatts cada, totalizando capacidade de 60 megawatts.
A hidroelétrica é operada pela companhia estatal Empresa Pública de Produção de Electricidade (PRODEL-EP).
Sua base de operações está na vila de Gove, no município de Caála, no Huambo.

## História
A construção da primeira etapa da hidroeléctrica iniciou-se em 1969 e foi concluída em 1975. Já a segunda etapa de Gove foi interrompida duas vezes, de 1975 a 1983, devido à guerra civil, e novamente de 1986 a 2001 também devido aos combates.
A barragem foi parcialmente destruída por dinamite em 1990. A explosão das infraestruturas obrigou quase a total reconstrução de Gove entre 2008 e 2012.
Juntamente com a central, foram inauguradas em 2012 as subestações da Caála, Dango e Benfica (no Huambo). As subestações e a rede de distribuição custaram US$ 80 milhões.